# Fibonacci-Projekt

Offizielles Logo des Fibonacci-Projekts

Das Fibonacci-Projekt (engl.: The Fibonacci Project) ist ein Bildungsprogramm der Europäischen Union (EU). Das Ziel des Projekts ist es, forschend-entdeckende Lehr- und Lernmethoden in Mathematik und den Naturwissenschaften zu fördern und die Anpassung der Methoden an die teilnehmenden Ländern zu verbessern. Das Angebot richtet sich an Primar- und Sekundarschulen und baut auf dem SINUS-Projekt auf. Der Namensgeber des Programms ist der italienische Mathematiker Fibonacci.

## Zeitraum
Das Programm startete im Januar 2010 und endet im März 2013. Laut der offiziellen Website sollen am Ende des Programmzeitraums 3.500 Lehrer und 45.000 Schüler am Programm teilnehmen.

## Teilnehmer
- École normale supérieure (Paris)
- Universität Bayreuth
- Freie Universität Berlin
- Universität Leicester
- Universität Helsinki

Das Konsortium besteht aus 25 Mitgliedern aus 21 EU-Ländern,
12 Referenzzentren (Reference Centers, RC) und 24 Partnerzentren (Twin Centers, TC). Jedes Referenzzentrum unterstützt je zwei Partnerzentren mit Trainingsangeboten und Nachhilfe.

## Fibonacci Bayern
Am Projekt Fibonacci Bayern nehmen aktuell 360 Schulen mit ca. 2300 Lehrkräften teil. Für die zuständigen Lehrer finden zwei bis vier Fortbildungsveranstaltungen im Jahr statt. Die Mentoren geben bei diesen Veranstaltungen didaktische und methodische Anregungen und arbeiten gemeinsam mit den Lehrern an der schüleraktiven Umsetzung konkreter Lehrplanthemen. Dadurch erweitert sich das Unterrichtsrepertoire der Lehrer. Die Hauptziele des Projekts sind die Förderung des individuellen Lernens, die Nutzung digitaler Medien und Kommunikationsmöglichkeiten und die Stärkung des eigenverantwortlichen Arbeitens.